# 히가시산리즈카
히가시산리즈카(일본어: 東三里塚)는 일본 지바현 나리타시에 있는 오아자이다. 우편번호는 282-0012 (나리타 국제공항 내), 286-0112 (그 외 지역)이다.

## 지리
나리타시 동남부에 있으며 도야마 지구에 속한다. 주변의 산리즈카, 오사토, 이와야마(산부군 시바야마정)와 인접해 있다.
덴나미와 마찬가지로 거의 모든 지역이 나리타 국제공항(구 신도쿄 국제공항) 부지에 속해있으며 대부분 A활주로의 활주로 끝단(활주로 번호 34L)와 유도선 등의 시설이 있다.

## 역사
히가시산리즈카를 포함한 지바현 북부는 《속일본기》에 기록된 “율령국정 목지 방우마"(令諸国定 牧地 放牛馬, 율령국에서 소와 말을 사육하기 위한 목지로 지정됨)로서 700년(몬무 4년)부터 쭉 말의 목용지로 알려졌으며, 겐페이 합전 때 동국의 겐지에게 군마를 공급했다. 에도 시대 때는 코가네 5목과 사쿠라 7목이 설치되어 군마 사육생산이 이루어졌다.
20세기에 들어 식산흥업을 추진한 메이지 정부는 사쿠라 7목 중 하나였던 톳코목에 근대 목축의 상징인 양모 자급을 위한 목양장을 설치했다. 이 목양장이 이후 궁내청 시모후사 어료목장(이하 어료목장)이 된다.
히가시산리즈카는 1946년 이전까지는 궁내청 시모후사 어료목장 부지의 일부였으며, 1946년경부터 시작된 전후개척에서 어료목장 부지 중 일부가 농지로 개방되었고, 이런 현유림의 일부였던 토지가 매각되며 개척지를 중심으로 한 지역이 만들어졌다. 이 때 당시 이주한 당시 정착민들은 신궁민(新窮民)이라고도 불렸는데, 패전으로 인해 식민지에서 쫓겨난 히키아게샤, 오키나와 전투로 황폐해진 이후에 미국의 통치에 놓여 귀향할 수 없게 된 오키나와현 출신자, 장남이 아니라 가독을 잇지 못한 농가의 차남 이하 아들들 등으로 구성되어 있었다. 불하 가격은 단당 80엔(쇼트피스 2통 상당) 정도였다.
1954년 고마이노의 일부에서 오아자가 따로 신설되며 히가시산리즈카가 정식으로 수립되었다. 그 아래 소자로 고모치사와, 사쿠라다이, 미야노다이, 나카노다이, 이와노타이, 오쿠노타이, 요시노다이, 모리노다이가 신설되었다.
1963년 시내에 전후 최초로 골프장이 건설되었다.
1966년 나리타 국제공항의 건설이 결정되면서 거의 모든 지역이 공항 부지로 편입되었고, 주민들 중 상당수가 조건부 찬성파로 결정해 최종적으로 이전에 동의했다. 하지만 공항 반대 운동을 펼치던 일본 산묘법사대승가의 지원 및 운동으로 1969년 "산리즈카 평화의 탑"도 이곳에 건설되었다. 당시 탑은 비행기가 이착륙할 때 장애물올 쓰이기 위해 크게 건설되었으며 탑에 설치된 스피커에서는 24시간 내내 승려의 독경과 북소리가 울려 크게 방해를 했다. 하지만 공항 건설 이후 1972년 11월 15일 이전에 합의하며 현재의 항공박물관 부지로 이전을 완료하였다.

## 가구 수와 인구
2017년 10월 31일 기준 히가시산리즈카의 가구 수와 인구는 다음과 같다.
| 오아자         | 세대   | 인구 |
| -------------- | ------ | ---- |
| 히가시산리즈카 | 18세대 | 18명 |

## 교육
히가시산리즈카 지역은 학군이 소학교의 경우 나리타시립 산리즈카 소학교에, 중학교의 경우 나리타시립 도야마 중학교에 학군에 속해 학교를 다니게 된다.

## 교통
지바현도 제62호선 나리타마쓰오선이 오사토, 이와야마 방면에서 히가시산리즈카로 이어진다.

## 같이 보기
- 산리즈카
- 나리타 공항 문제